# Sabor croat
El Sabor croat (croat Hrvatski Sabor) és el nom que rep la Cambra legislativa de Croàcia. Segons els termes de la Constitució croata, està investit del poder legislatiu i representa el poble croat.

## Composició
El Sabor es compon d'entre 100 i 160 membres, elegits sobre la base del sufragi universal, igual i directe, mitjançant votació secreta, per un període de quatre anys. La majoria dels representants provenen dels comtats de la República de Croàcia, però també hi ha alguns escons atorgats a les minories i altres a la diàspora. En l'actualitat el nombre dels membres és de 153. 140 d'ells són dels comtats, 8 de les minories i 5 de la diàspora. El Sabor és presidit per un president, assistit per almenys un vicepresident (normalment quatre o cinc).

## Poders
El Sabor té investits els poders: 
- Decideix sobre l'aprovació i modificació de la Constitució
- Aprova lleis
- Adopta el pressupost de l'Estat
- Decideix sobre la guerra i la pau
- Aprova documents que expressen la política del Parlament
- Adopta l'estratègia de seguretat nacional i l'estratègia de la defensa de la República de Croàcia
- Efectua el control civil sobre les forces armades i els serveis de seguretat de la República de Croàcia
- Decideix sobre l'alteració de les fronteres de la República de Croàcia
- Convoca referèndums
- Convoca les eleccions, aprova els nomenaments i els relleus de càrrecs oficials, de conformitat amb la Constitució i la llei
- Supervisa la tasca del Govern de la República de Croàcia i d'altres titulars de l'autoritat pública responsables davant el Parlament de Croàcia, de conformitat amb la Constitució i la llei
- Atorga amnistia per delictes penals
- Dirigeix altres afers tal com s'especifica a la Constitució

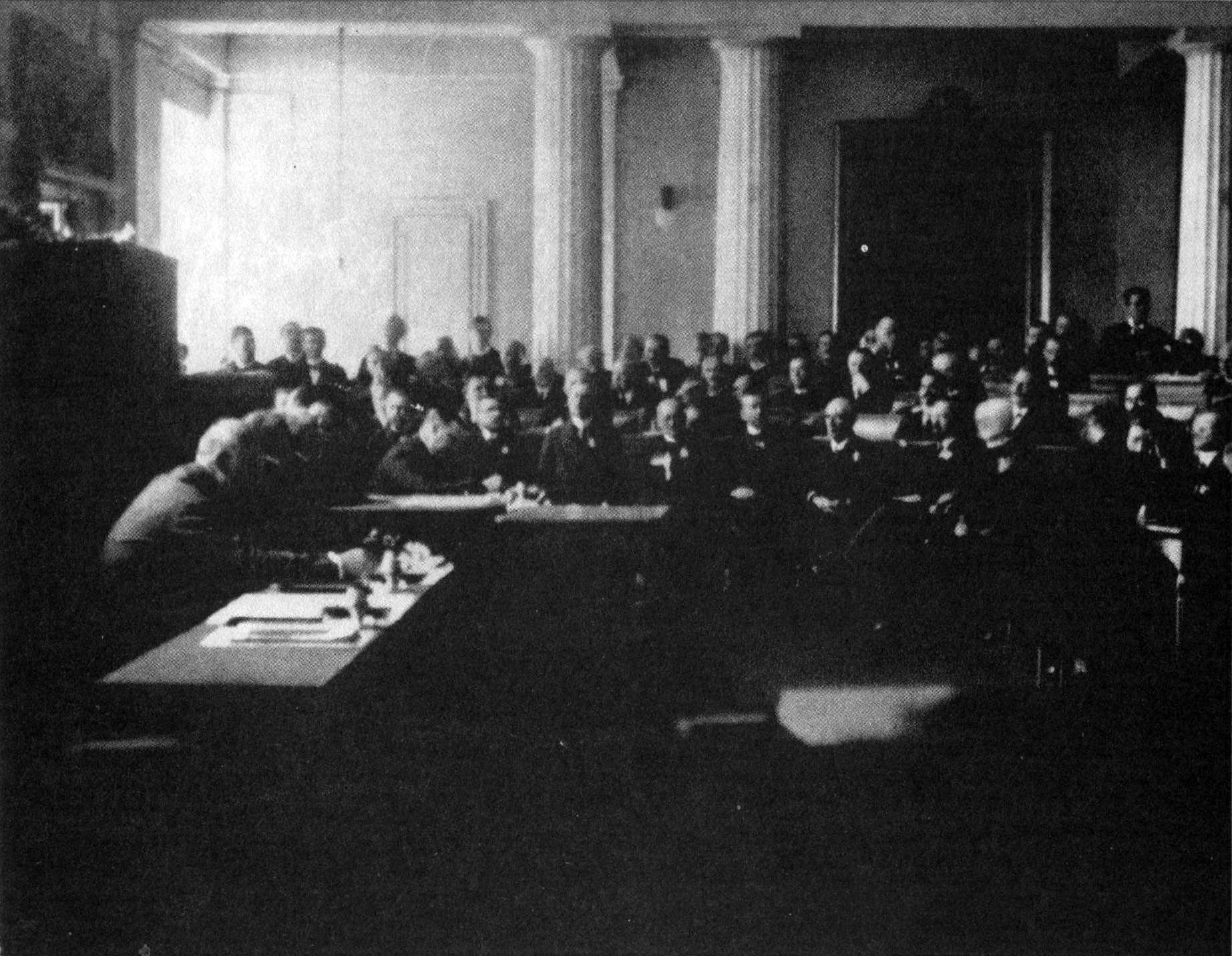
Sala de sessions del Sabor

El Parlament de Croàcia (Sabor) pren les decisions per vot majoritari sempre que la majoria dels representants siguin presents a la sessió. Les lleis que regulen els drets de les minories nacionals, la decisió de creuar les fronteres, o que les forces armades actuïn fora de les fronteres, i l'alteració de les fronteres són aprovades pel Parlament de Croàcia pel vot de dos terços de tots els representants.
Les lleis que desenvolupin els drets humans definits per la Constitució i les llibertats fonamentals, el sistema electoral, l'organització, l'autoritat i el funcionament dels òrgans de govern i l'organització i l'autoritat dels autogoverns locals i regionals són aprovades pel Parlament de Croàcia per majoria de vots de tots els representants.

Cada representant del Parlament de Croàcia, els clubs parlamentaris dels representants i els òrgans de treball del Parlament de Croàcia, així com el Govern de la República de Croàcia, tenen el dret de fer propostes de llei. Els membres del Parlament de Croàcia tenen dret a fer interpel·lacions al Govern de la República de Croàcia i als ministres individualment. Almenys una desena part dels representants del Parlament de Croàcia pot presentar una interpel·lació sobre el funcionament del Govern de la República de Croàcia o d'alguns dels seus membres individuals. El Parlament de Croàcia pot formar comissions d'investigació sobre qualsevol assumpte d'interès públic

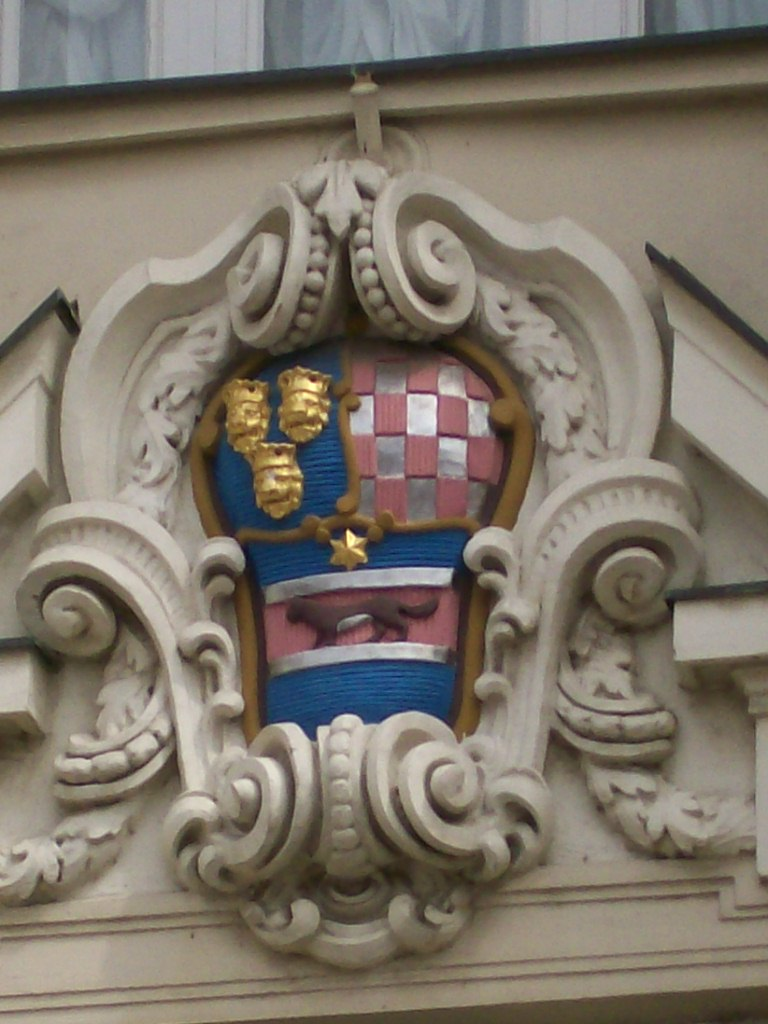
Escut del Regne de Croàcia, Eslavònia i Dalmàcia a la façana del Sabor

## Antecedents històrics
Els nobles croats acordaren formar dos estats de Croàcia després d'establir-se al territori d'Il·líria al segle vii, després de la gran migració dels eslaus. La seva reunió i l'acord sobre les qüestions importants per a la població es considera la fundació del parlament croat. Els comtes i ducs croats més tard formaren un estat i nomenaren un rei entre els segles IX i X, però la llegenda afirma que sempre prenien les decisions com a grup.
Després que Croàcia va decidir elegir el rei d'Hongria com a rei de Croàcia en 1102, aquests nobles van formar un veritable parlament i les seves decisions tenien una influència significativa en la política d'estat. De fet, quan el Regne d'Hongria va perdre el seu líder després de la batalla de Mohács en 1526 i el rei Lluís II d'Hongria va morir, els croats es van reunir en el Parlament a Cetin i van optar per mantenir la unió personal amb Hongria. El 1712, el Parlament croat va decidir, en l'anomenada Pragmàtica Sanció, donar suport a Maria Teresa I d'Àustria com a reina d'Hongria.
Durant les revolucions de 1848, el Sabor va decidir renovar part de l'autonomia dels antics territoris croats, nomenant-hi el mateix ban. El 1868 es va negociar un acord amb els hongaresos, que regulava les relacions entre els països en el nou entorn austrohongarès.
El 1918 el Parlament va decidir que Croàcia se separava d'Hongria i s'unia al nou Estat dels Eslovens, Croats i Serbis. No obstant això, l'entrada del país al Regne dels Serbis, Croats i Eslovens que es va produir mai va ser ratificada pel Sabor, que no en va ser consultat.
El 1942, un Parlament de l'Estat Croat no elegit es va convocar a l'Estat independent de Croàcia. Es va reunir per primera vegada el 23 de febrer de 1942 i va ser oficialment dissolt el 28 de desembre de 1942. El seu president fou Marko Dosen. El parlament posterior a la Segona Guerra Mundial es va desenvolupar a partir del Consell d'Antifeixistes (ZAVNOH) format el 1943. Funcionava com el Parlament de la República Socialista de Croàcia (com a part de la República Federal Socialista de Iugoslàvia) fins a 1990, quan Croàcia va recuperar la plena independència.

## Sistema bicambral (1990-2001)
Segons els termes originals de la Constitució de 1990, el Parlament croat era bicameral, compost pels elegits directament Zastupnički Dom (Cambra de Diputats) i el Županijski Dom (Cambra dels Comtats). Aquesta cambra -que va tenir poder de veto suspensiu sobre la legislació- estava composta per 3 membres de cada un dels 21 comtats del país, independentment de la seva població. A més, es van incloure cinc membres nomenats pel president de la República i els excaps d'estat mateixos (similar a la del Senat d'Itàlia). La Cambra dels Comtats va ser abolida el 2001, amb una esmena constitucional formal, i la Cambra de Diputats ara es coneix simplement com el Sabor.

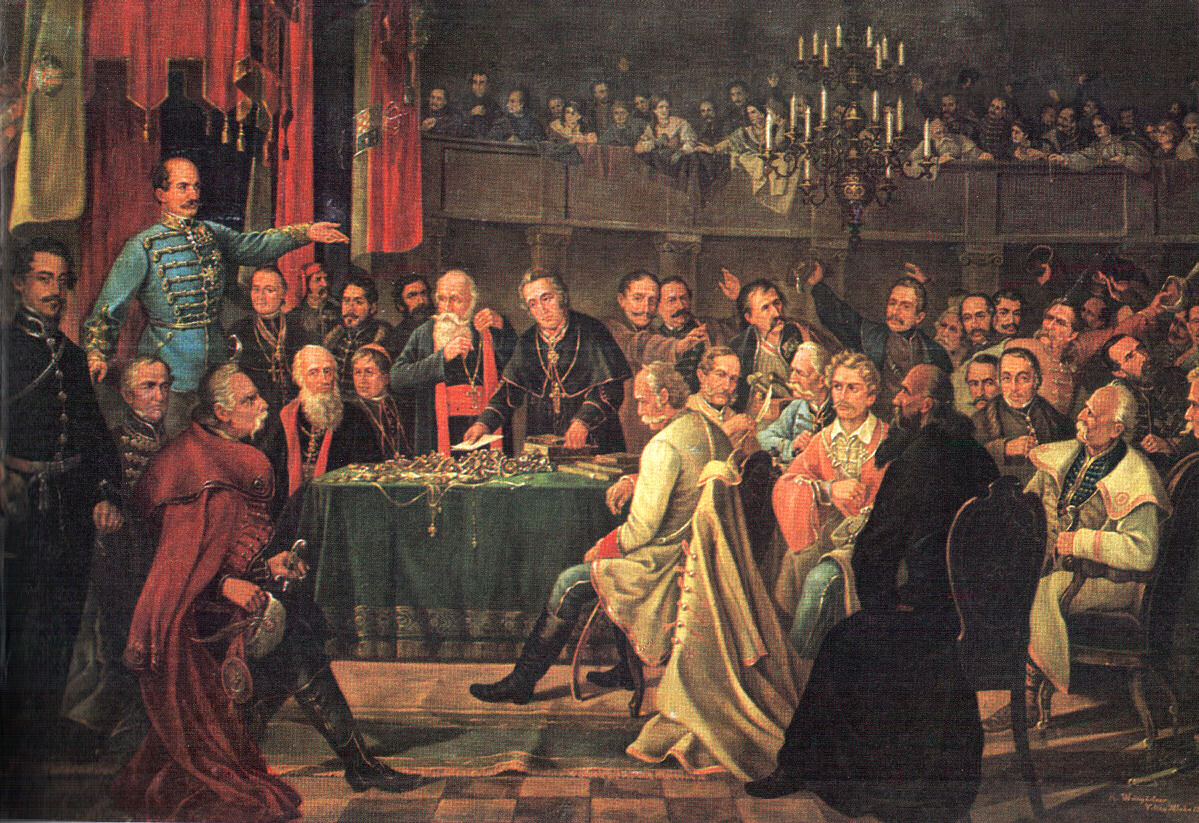
Reunió del Sabor de 1848, per Dragutin Weingärtner

## Llista de presidents (portaveus) del Parlament
1. Žarko Domljan (30 de maig de 1990 - 7 de setembre de 1992)
2. Stjepan Mesić (7 de setembre de 1992 - 24 de maig de 1994)
3. Nedjeljko Mihanović (24 de maig de 1994 - 28 de novembre de 1995)
4. Vlatko Pavletić (28 de novembre de 1995 - 2 de febrer de 2000)
5. Zlatko Tomčić (2 de febrer de 2000 - 22 de desembre de 2003)
6. Vladimir Šeks (22 de desembre de 2003 - 11 de gener de 2008)
7. Luka Bebić (11 de gener de 2008 - 22 de desembre de 2011
8. Boris Šprem (22 de desembre de 2011 - 30 de setembre de 2012 per defunció)
9. Josip Leko (10 d'octubre de 2012 - 28 de desembre de 2015)
10. Željko Reiner (28 de desembre de 2015 - 14 d'octubre de 2016)
11. Božo Petrov (14 d'octubre de 2016 - 5 de maig de 2017)
12. Gordan Jandroković (5 de maig de 2017 -)

## Presidents (portaveus) de la Cambra dels Comtats del Parlament
La Cambra dels Comtats del Parlament (Županijski dom) va funcionar entre 1993 i 2001.
1. Josip Manolić 1993 - 1994
2. Katica Ivanišević 1994 - 2001

## Eleccions al Sabor
Està previst que les eleccions es convoquin cada quatre anys. Les eleccions legislatives croates de 1990 encara es van fer durant el règim comunista iugoslau. Les primeres eleccions de Croàcia independent es convocaren el 1992 i les darreres se celebraren el 17 d'abril del 2024.